# Diahann Carroll

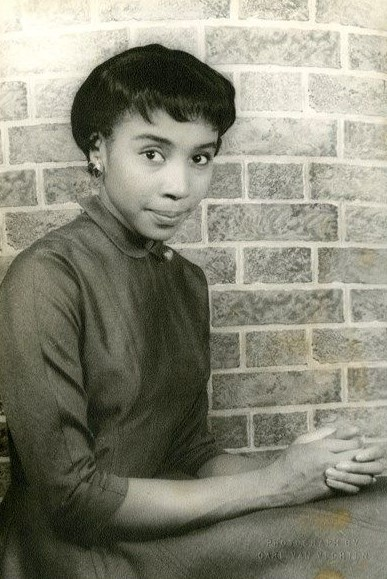
Diahann Carroll 1955.
Foto: Carl Van Vechten

Diahann Carroll, född som Carol Diahann Johnson den 17 juli 1935 i Bronx i New York, död 4 oktober 2019 i Los Angeles, var en amerikansk skådespelare och sångerska.

## Biografi
Diahann Carroll var utbildad på Manhattan's School of Performing Arts och arbetade som nattklubbssångerska och modell innan hon 1954 debuterade på Broadway i The House of Flowers. Samma år filmdebuterade hon i Carmen Jones där hon bland annat spelade mot Dorothy Dandridge. 1968 fick Carroll huvudrollen i TV-serien Julia och fick därmed mycket uppmärksamhet då hon var den första afroamerikanska kvinnan att ha en egen TV-serie. Under 1980-talet spelade hon under flera år rollen som Dominique Deveraux i TV-serien Dynastin. Under 2000-talet spelade hon bland annat i TV-serier som Grey's Anatomy och White Collar.
År 1983 uppmärksammades Carroll som den första svarta skådespelare att ersätta en vit skådespelare i en roll på Broadway. Detta skedde i en uppsättning av Agnes of God.
Diahann Carroll fick många priser, bland annat vann hon 1961 en Tony Award för sin insats i No Strings. Hon blev då den första afroamerikanska kvinnan att vinna priset. 1967 tilldelades hon en Golden Globe Award för sin insats i TV-serien Julia. Hon har även nominerats till ytterligare två Golden Globes, fyra Emmy Awards och vid Oscarsgalan 1975 nominerades hon i kategorin Bästa kvinnliga huvudroll för sin roll i Claudine.

### Privatliv
Caroll var gift fyra gånger. Första äktenskapet var med skivproducenten Monte Kay och tillsammans fick paret en dotter. Andra äktenskapet, med butiksinnehavaren Fred Glusman, varade bara några veckor under 1973. År 1975 gifte hon sig med redaktören Robert DeLeon och 1977 blev hon änka, då DeLeon omkom i en bilolycka. Fjärde äktenskapet med sångaren Vic Damone varade mellan 1987 och 1996. Caroll hade även förhållanden med Sidney Poitier och David Frost.

## Filmografi i urval
- 1954 – Carmen Jones
- 1959 – Porgy and Bess
- 1961 – Paris Blues
- 1961 – Tycker ni om Brahms ...
- 1966 – Hurry Sundown
- 1967 – Förbjudet område
- 1968 – För helvete, Mac!
- 1968–1971 – Julia (TV-serie) (86 avsnitt)
- 1974 – Claudine
- 1978 – Stjärnornas krig och fred
- 1985–1987 – The Colbys (TV-serie) (7 avsnitt)
- 1984–1987 – Dynastin (TV-serie) (73 avsnitt)
- 1989–1993 – Dotter på vift (TV-serie) (9 avsnitt)
- 1990 – Mord i svart och vitt
- 1991 – The Five Heartbeats
- 1997 – Farlig sommar
- 1999 – På egna villkor
- 2000 – Presidentens älskarinna
- 2001 – Legenden om Tarzan (TV-serie) (röst, 3 avsnitt)
- 2006–2007 – Grey's Anatomy (TV-serie) (5 avsnitt)
- 2010 – I farozonen (TV-serie)
- 2010–2011 – Diary of a Single Mom (TV-serie) (7 avsnitt)
- 2009–2014 – White Collar (TV-serie) (25 avsnitt)